# Domingo Benegas
Domingo Benegas Jiménez (Capiatá, 1946. augusztus 4. –) paraguayi labdarúgó, középpályás.

## Pályafutása
1968-ban a Club Libertad labdarúgója volt. 1969-től Spanyolországban játszott. 1969–70-ben az Atlético Madrid, 1970–71-ben a Mallorca, 1971–72-ben a Burgos, 1972 és 1978 között ismét az Atlético Madrid játékosa volt. 1978–79-ben a Burgos csapatában fejezte be az aktív játékot. Az Atléticóval két spanyol bajnoki címet és egy kupagyőzelmet ért el. Tagja volt az 1973–74-es idényben BEK-döntős együttesnek.

## Sikerei, díjai
Atlético Madrid
- Spanyol bajnokság (La Liga)
  - bajnok (2): 1972–73, 1976–77
- Spanyol kupa (Copa del Generalísimo)
  - győztes: 1976
- Bajnokcsapatok Európa-kupája (BEK)
  - döntős: 1973–74
- Interkontinentális kupa
  - győztes: 1974